# Portugal International 1999
Die Portugal International 1999 im Badminton fanden vom 14. bis zum 17. Januar 1999 in Caldas da Rainha statt. Es war die 34. Auflage dieser internationalen Titelkämpfe in Portugal.

## Sieger und Platzierte
| Disziplin    | Gold                           | Silber                            | Bronze                            |
| ------------ | ------------------------------ | --------------------------------- | --------------------------------- |
| Herreneinzel | Peter Janum                    | Colin Haughton                    | Fernando Silva                    |
| Herreneinzel | Peter Janum                    | Colin Haughton                    | Niels Christian Kaldau            |
| Dameneinzel  | Ella Karachkova                | Sonya McGinn                      | Nicole Grether                    |
| Dameneinzel  | Ella Karachkova                | Sonya McGinn                      | Maja Pohar                        |
| Herrendoppel | Manuel Dubrulle Vincent Laigle | José Antonio Crespo Sergio Llopis | Anthony Clark Ian Sullivan        |
| Herrendoppel | Manuel Dubrulle Vincent Laigle | José Antonio Crespo Sergio Llopis | Hugo Rodrigues Fernando Silva     |
| Damendoppel  | Ella Miles Sara Sankey         | Nicole Grether Karen Neumann      | Lorraine Cole Tracy Dineen        |
| Damendoppel  | Ella Miles Sara Sankey         | Nicole Grether Karen Neumann      | Gail Emms Joanne Wright           |
| Mixed        | Björn Siegemund Karen Neumann  | Ian Sullivan Gail Emms            | José Antonio Crespo Dolores Marco |
| Mixed        | Björn Siegemund Karen Neumann  | Ian Sullivan Gail Emms            | Anthony Clark Lorraine Cole       |

## Finalergebnisse
| Disziplin    | Sieger                          | Finalist                          | Ergebnis         |
| ------------ | ------------------------------- | --------------------------------- | ---------------- |
| Herreneinzel | Peter Janum                     | Colin Haughton                    | 15-7 15-7        |
| Dameneinzel  | Ella Karachkova                 | Sonya McGinn                      | 11-5 13-10       |
| Herrendoppel | Manuel Dubrulle Vincent Laigle  | José Antonio Crespo Sergio Llopis | 15-3 10-15 15-9  |
| Damendoppel  | Sara Sankey Ella Miles          | Nicole Grether Karen Stechmann    | 15-12 15-12      |
| Mixed        | Björn Siegemund Karen Stechmann | Ian Sullivan Gail Emms            | 15-11 12-15 15-8 |